# 安徽省司法厅
安徽省司法厅是安徽省人民政府的组成部门、主管安徽省司法行政工作的省级司法行政机关。